# Wielersport op de Olympische Zomerspelen 1904

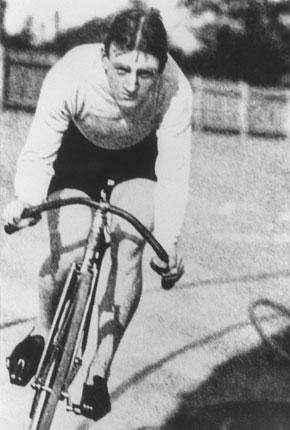
Marcus Hurley in actie tijdens de Olympische Zomerspelen 1904

De wielersport is een van de sporten die beoefend werden tijdens de Olympische Zomerspelen 1904 in St. Louis.

## Heren

### baan

#### 1/4 mijl (402,3 m)
| rang   | sporter(s)       | land | tijd |
| ------ | ---------------- | ---- | ---- |
| Goud   | Marcus Hurley    | USA  | 31.8 |
| Zilver | Burton Downing   | USA  |      |
| Brons  | Teddy Billington | USA  |      |
| 4      | Oscar Goerke     | USA  |      |

#### 1/3 mijl (536,5 m)
| rang   | sporter(s)       | land | tijd |
| ------ | ---------------- | ---- | ---- |
| Goud   | Marcus Hurley    | USA  | 43.8 |
| Zilver | Burton Downing   | USA  |      |
| Brons  | Teddy Billington | USA  |      |
| 4      | Charles Schlee   | USA  |      |

#### 1/2 mijl (804,6 m)
| rang   | sporter(s)       | land | tijd   |
| ------ | ---------------- | ---- | ------ |
| Goud   | Marcus Hurley    | USA  | 1:09.0 |
| Zilver | Teddy Billington | USA  |        |
| Brons  | Burton Downing   | USA  |        |
| 4      | George E. Wiley  | USA  |        |

#### 1 mijl (1609 m)
| rang   | sporter(s)       | land | tijd   |
| ------ | ---------------- | ---- | ------ |
| Goud   | Marcus Hurley    | USA  | 2:41.6 |
| Zilver | Burton Downing   | USA  |        |
| Brons  | Teddy Billington | USA  |        |
| 4      | Oscar Goerke     | USA  |        |

#### 2 mijl (3218 m)
| rang   | sporter(s)       | land | tijd   |
| ------ | ---------------- | ---- | ------ |
| Goud   | Burton Downing   | USA  | 4:57.8 |
| Zilver | Oscar Goerke     | USA  |        |
| Brons  | Marcus Hurley    | USA  |        |
| 4      | Teddy Billington | USA  |        |

#### 5 mijl (8046 m)
| rang   | sporter(s)        | land | tijd    |
| ------ | ----------------- | ---- | ------- |
| Goud   | Charles Schlee    | USA  | 13:08.2 |
| Zilver | George E. Wiley   | USA  |         |
| Brons  | Arthur F. Andrews | USA  |         |
| 4      | Julius Schaefer   | USA  |         |

#### 25 mijl (40,232 km)
| rang   | sporter(s)        | land | tijd    |
| ------ | ----------------- | ---- | ------- |
| Goud   | Burton Downing    | USA  | 13:08.2 |
| Zilver | Arthur F. Andrews | USA  |         |
| Brons  | George E. Wiley   | USA  |         |
| 4      | Samuel LaVoice    | USA  |         |

## Medaillespiegel
| rang   | land             | goud | zilver | brons | totaal |
| ------ | ---------------- | ---- | ------ | ----- | ------ |
| 1      | Verenigde Staten | 7    | 7      | 7     | 21     |
| totaal | totaal           | 7    | 7      | 7     | 21     |